# Aubrey Dollar
Aubrey Dollar (* 23. September 1980 in Raleigh, Wake County, North Carolina) ist eine US-amerikanische Schauspielerin.

## Leben
Ihren ersten Filmauftritt hatte Aubrey Dollar 1993 in dem Horrorstreifen Kinder des Zorns 2 – Tödliche Ernte. Es folgten sporadisch weitere Nebenrollen, parallel dazu schloss sie ihre Schulausbildung an der Needham B. Broughton High School ab. 1999 spielte sie zu Beginn der zweiten Staffel der Fernsehserie Dawson’s Creek die wiederkehrende Rolle der Marcy Bender. In der vierten Staffel der Serie ist Dollar erneut zu sehen, jedoch in einer anderen Rolle. 2001 übernahm Dollar in der Seifenoper Springfield Story die Rolle der Marina Nadine Cooper, die sie bis 2004 spielte. Für ihre Darstellung wurde sie bei den Soap Opera Digest Awards 2003 als „Outstanding Newcomer“ nominiert.
2005 war Dollar in der Mysteryserie Point Pleasant in einer der Hauptrollen als Judy Kramer zu sehen, die Serie wurde jedoch nach 13 Folgen eingestellt. Es folgten kleinere Rollen in den Direct-to-Video-Produktionen Save the Last Dance 2 und Hard Luck, bevor Dollar erneut eine Serienhauptrolle bekam: In der ABC-Kriminalserie Women’s Murder Club spielte sie die Reporterin Cindy Thomas an der Seite von Laura Harris, Angie Harmon und Paula Newsome. Auch diese Serie blieb jedoch erfolglos und wurde ebenfalls nach 13 Folgen eingestellt.
Abseits von Film und Fernsehen spielt Dollar auch Theater und war unter anderem 2010 in Lucy Thurbers Bottom of the World zu sehen, ab August 2011 spielt sie in Itamar Moses’ Completeness.
Aubrey Dollar hat eine jüngere Schwester, Caroline Dollar (* 1983), die ebenfalls als Schauspielerin tätig ist.

## Filmografie
- 1993: Kinder des Zorns 2 – Tödliche Ernte (Children of the Corn II: The Final Sacrifice)
- 1995: Pfundskerle (Heavy Weights)
- 1995: Other Voices, Other Rooms
- 1995: Mörderische Gefühle (Murderous Intent)
- 1995: American Gothic – Prinz der Finsternis (American Gothic, Fernsehserie, Folge 1x08)
- 1996: Gnadenlose Hörigkeit – Der teuflische Liebhaber (Kiss and Tell, Fernsehfilm)
- 1999–2000: Dawson’s Creek (Fernsehserie, 5 Folgen)
- 2000: Students vs. School Violence (Fernsehfilm)
- 2001: Amy & Isabelle (Fernsehfilm)
- 2001: Going to California (Fernsehserie, Folge 1x06)
- 2001–2004: Springfield Story (Guiding Light, Fernsehserie)
- 2002: The Education of Max Bickford (Fernsehserie, Folge 1x12)
- 2002: Crazy Little Thing
- 2002: Wettlauf mit dem weißen Tod (Trapped: Buried Alive, Fernsehfilm)
- 2002: The Perfect You
- 2005: Couchgeflüster – Die erste therapeutische Liebeskomödie (Prime)
- 2005: Backseat
- 2005–2006: Point Pleasant (Fernsehserie, 13 Folgen)
- 2006: Zum Ausziehen verführt (Failure to Launch)
- 2006: Save the Last Dance 2
- 2006: Hard Luck
- 2007–2008: Women’s Murder Club (Fernsehserie, 13 Folgen)
- 2009: Cupid (Fernsehserie, Folge 1x05)
- 2010: Alles Betty! (Ugly Betty, Fernsehserie, Folge 4x14)
- 2011: Good Wife (The Good Wife, Fernsehserie, Folge 2x21)
- 2011: Person of Interest (Fernsehserie, Folge 1x08)
- 2012: Blue Bloods – Crime Scene New York (Blue Bloods, Fernsehserie, Folge 2x13)
- 2012: Weeds – Kleine Deals unter Nachbarn (Weeds, Fernsehserie, 2 Folgen)
- 2013: Verlobung mit Hindernissen (One Small Hitch)
- 2015: Battle Creek (Fernsehserie, 13 Folgen)
- 2020: Filthy Rich (Fernsehserie, 10 Folgen)